# Locomotiva FFS Re 4/4 III
Le locomotive Re 4/4 III delle Ferrovie Federali Svizzere sono una serie di locomotive elettriche, costruite tra il 1967 e il 1971 per il traino di treni merci pesanti su linee acclivi. La serie deriva dalla Re 4/4 II

## Storia
Nel 1964 la ferrovia privata svizzera Schweizerische Südostbahn (SOB) ebbe la necessità di una locomotiva per treni merci e passeggeri pesanti sulla propria linea Pfäffikon-Arth Goldau, che presenta rampe fino al 50 per mille; a tal fine venne ripreso il progetto della Re 4/4 II delle FFS, modificando opportunamente il rapporto di trasmissione tramite la riduzione del numero di denti del pignone. Nel 1965 la SOB ordinò una locomotiva così modificata, che entrò in servizio nel 1967 (immatricolata Re 4/4 41); l'anno successivo la Emmental-Burgdorf-Thun-Bahn (EBT) ordinò due locomotive analoghe (Re 4/4 111÷112), in servizio dal 1969, e il gruppo EBT ordinò in seguito altre tre locomotive: una per la EBT, una per la Solothurn-Münster-Bahn (SMB) e una per la Vereinigte Huttwil-Bahnen (VHB).
Nel febbraio 1969 le FFS al fine di incrementare la velocità dei propri treni rapidi in servizio sulla ferrovia del Gottardo effettuarono delle prove con la Re 4/4 della SOB percorrendo due volte al giorno il tragitto Lucerna-Chiasso-Lucerna. Visti gli ottimi risultati (venivano trainate 580 tonnellate ad una velocità di 80 km/h) le FFS ordinarono nella primavera 1969 venti locomotive, immatricolate come Re 4/4 III 11351÷11370, consegnate nel 1971 e utilizzate sui treni diretti del Gottardo insieme alle Re 4/4 II dal cambio d'orario 1971 in sostituzione delle Ae 6/6.
Queste locomotive vennero ritirate dal servizio nel 2013.